# Posse de Nicolás Maduro em 2025
A terceira posse presidencial de Nicolás Maduro ocorreu em 10 de janeiro de 2025. A constituição venezuelana estabelece que as cerimônias de posse devem ser realizadas pela Assembleia Nacional, no Palácio Federal Legislativo, em Caracas. O evento incluiu a juramentação do presidente eleito para um mandato de seis anos (2025-2031).
A cerimônia foi marcada por controvérsias devido às acusações de fraude eleitoral nas eleições presidenciais de 2024. O Conselho Nacional Eleitoral proclamou, sem apresentar atas de apuração, a vitória de Nicolás Maduro para um terceiro mandato. No entanto, o Comando Con Venezuela, com base nas atas que coletaram, declarou Edmundo González como vencedor, com quase 70% dos votos.

## Eleição
As eleições para o mandato presidencial venezuelano de 2025-2031 foram realizadas em 28 de julho de 2024, após a assinatura do Acordo de Barbados, que buscava garantir um processo eleitoral democrático.

## Empossamento

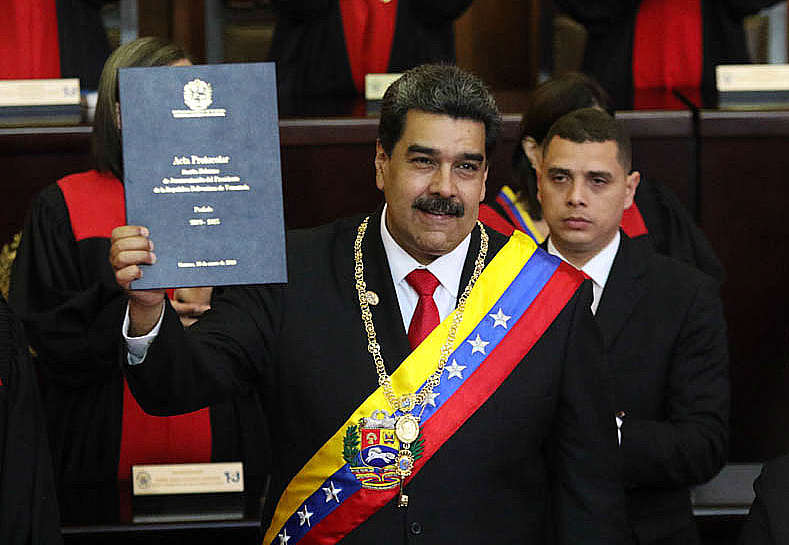
Nicolás Maduro durante seu empossamento em 2019

O local da posse presidencial foi o Palácio Federal Legislativo, em Caracas. Embora a cerimônia estivesse programada para as 12h, Maduro chegou às 10h30 e iniciou a solenidade com 90 minutos de antecedência. As autoridades implementaram o fechamento da fronteira terrestre e do espaço aéreo da Venezuela com a Colômbia antes da posse, alegando questões de segurança.

## Delegações internacionais
Posse de Nicolás Maduro
De acordo com o governo, mais de 100 delegações internacionais estiveram presentes. Os governos do Brasil, Bolívia, Colômbia, Honduras, México, Rússia, Argélia e China decidiram enviar representantes à posse de Nicolás Maduro. Os únicos chefes de Estado ou de governo que compareceram foram Miguel Díaz-Canel, presidente de Cuba; Daniel Ortega, presidente da Nicarágua; Gaston Browne, primeiro-ministro de Antígua e Barbuda; e Manuel Zelaya, ex-presidente de Honduras.
A Rússia enviou uma delegação diplomática liderada pelo presidente da Duma Estatal, Viacheslav Volodin. Já a China foi representada por Wang Doming na cerimônia.
Posse de Edmundo González
Diversos ex-presidentes latino-americanos, como Jorge Quiroga, Vicente Fox, Felipe Calderón, Laura Chinchilla, Jamil Mahuad, Guillermo Lasso, Mario Abdo Benítez, Mireya Moscoso, Ernesto Pérez Balladares e Andrés Pastrana, manifestaram a intenção de acompanhar Edmundo González em sua posse presidencial.
Como forma de apoio a González, países como Argentina, Chile, Canadá, Estados Unidos, Equador, Guatemala, Panamá, Peru, Paraguai, República Dominicana e Uruguai optaram por não enviar delegações à posse de Maduro.

## Repercussão
Países que contrários a posse de Nicolás Maduro
- Estados Unidos: O governo dos Estados Unidos anunciou um aumento de 25 milhões de dólares na recompensa por informações que levem à captura do presidente Nicolás Maduro, como represália à sua terceira posse.[15]
- União Europeia: O Conselho Europeu aprovou sanções contra 15 funcionários do governo, incluindo a presidente do Tribunal Supremo, Caryslia Rodríguez, e oficiais do Conselho Nacional Eleitoral.[16]
- Canadá: O governo canadense impôs sanções a 14 funcionários após a posse, proibindo residentes e cidadãos canadenses de realizarem transações com os sancionados.[17]
- Equador: Por meio de um comunicado, o Ministério das Relações Exteriores do Equador declarou que houve "desrespeito à vontade popular por parte do regime de Maduro, que assumiu um cargo que foi arbitrariamente retirado do povo venezuelano, que votou majoritariamente em Edmundo González, o verdadeiro e legítimo Presidente".[18]

Países que felicitaram a posse de Nicolás Maduro
- Bolívia: O presidente boliviano Luis Arce parabenizou Nicolás Maduro por seu novo mandato em suas redes sociais, afirmando: "Desde a Bolívia, enviamos nosso abraço e felicitações ao presidente venezuelano Nicolás Maduro, a quem desejamos sucesso neste novo período de governo que hoje se inicia".[19]
- Honduras: O chanceler Enrique Reina afirmou que o governo hondurenho reconhece Nicolás Maduro como presidente pela terceira vez, dizendo: "Assim como qualquer país, cada nação tem o direito de estabelecer relações com quem desejar. Nós reconhecemos o resultado divulgado pela autoridade eleitoral na Venezuela e estamos representados por uma comitiva oficial em seu governo".[20]